# Mezopleura
Mezopleura, mezopleuron (łac. mesopleuron, mesopleurum, l.mn. mesopleura) – boczna część (pleura) drugiego segmentu tułowia u sześcionogów, czyli śródtułowia. Może być błoniasta, tworzyć pojedynczy skleryt boczny, mezopleuryt, ale u imagines owadów uskrzydlonych zawiera zwykle więcej sklerytów.
Mezopleury powstały w wyniku wbudowania się w ścianę ciała przedbiodrzy (łac. subcoxae) odnóży tułowiowych środkowej pary. Pierwotnie mezopleura formowała trzy skleryty: mezosternopleuryt, mezokoksopleuryt i mezanapleuryt. Ten pierwszy u wszystkich współczesnych sześcionogów zlał się wtórnie z właściwym sklerytem śródpiersia (łac. mesoeusternum). Mezanapleuryt i mezokoksopleuryt (zwany też mezokatapleurytem) zachowały swą odrębność u skrytoszczękich, rybików, przerzutek i widelnic. Koksopleuryt tworzy stawowe połączenie z biodrem. W innych liniach ewolucyjnych mezanapleuryt i mezokoksopleuryt zlały się w jednolity mezopleuryt, który później mógł ulegać wtórnym podziałom. Owady uskrzydlone często mają mezopleuryt podzielony z góry na dół na przedni mezepisternit (łac. mesoepisternum) i tylny mezepimeryt (łac. mesoepimeron). Podział ten biegnie szwem mezopleuralnym (łac. sutura mesopleuralis), któremu od wewnątrz odpowiada apofiza mezopleuralna (łac. apophysis mesopleuralis), od stanowiącego podporę skrzydeł słupka pleralnego po staw środkowych bioder. Rejon mezepisternitu wyciągnięty ku dołowi przed panewkami  środkowych bioder to mostek przedbiodrowy (łac. precoxale) i może on czasem formować odrębny skleryt. Rejon mezepimerytu wyciągnięty ku dołowi za panewkami środkowych bioder to z kolei mostek zabiodrowy (łac. postcoxale). Często jest on zredukowany i rzadko formuje odrębny skleryt. U wielu grup owadów uskrzydlonych między tymi mostkami leży jeszcze pozostałość mezokoksopleurytu w postaci odkrytego lub ukrytego krętarzyka (łac. mesotrochantin), aczkolwiek u zaawansowanych ewolucyjnie grup może on zanikać. Mezepisternit może być wtórnie podzielony szwem rzekomym na górne mesanepisternum i dolne mesokatepisternum. Podobnie mezepimeryt dzielić się może szwem na górny mesanepimeron i dolny mesokatepimeron. Czasem od mezepisternum może być oddzielony jeszcze przedni skleryt zwany preepisternum, który scalać się może z presternum formując prepectus. U owadów o dobrze rozwiniętych skrzydłach pierwszej pary mezopleura ma jeszcze niewielkie skleryty podskrzydłowe, czyli epipleuryty (łac. epipleura), służące za punkty przyczepu mięśni skrzydeł. Epipleuryty leżące z przodu, nad episternitem to skleryty bazalarne (łac. basalare), a ten leżący z tyłu, nad epimerytem to  skleryt subalarny (łac. subalare).
Silnym modyfikacjom uległy mezopleury u muchówek, zwłaszcza z podrzędu muchówek krótkoczułkich. Stanowią one całe boczne powierzchnie tułowia, a u tych ostatnich zachodzą nawet na biodra tylnej i częściowo przedniej pary. Nazewnictwo stosowane u muchówek krótkoczułkich dla tworzonych przez nie sklerytów różni się od tego u innych owadów. Nazwy mezopleura używa się tylko dla sklerytu położonego przed nasadą skrzydeł, w przednio-górnej części pleury śródtułowia (tam gdzie mesanepisternum). Skleryt leżący pod nasadą skrzydeł i za szwem mezopleuralnym określa się jako pteropleurę. Na dole, ponad podstawami odnóży środkowej pary leży sternopleura. Z kolei z tyłu od niej, nad nasadami odnóży tylnych znajduje się hipopleura. Od nazwy tych płytek określa się występujące na nich grupy szczecinek odpowiednio szczecinkami mezopleuralnymi, pteropleuralnymi, sternopleuralnymi i hipopleuralnymi. Te pierwsze ustawione są w rządku przed szwem mezopleuralnym. Szczecinki sternopleuralne bywają często rzomieszczone na planie trójkątów. Szczecinki hipopleuralne zwykle są gęsto rozmieszczone w pionowym szeregu. Szczecinki pteropleuralne najczęściej w ogóle nie występują, a jeśli są obecne, to tworzą podłużny rządek.